# Te la dedico
Te la dedico es una telenovela de antología musical y drama dirigida por Víctor Cantillo y Mauricio Cruz para Canal RCN.
El reparto coral está encabezado por Diana Hoyos, Pipe Bueno, Álvaro Bayona, Marcela Gallego, Andrés Suárez, Valerie Domínguez, Luna Baxter, Juliana Velásquez y Juan Pablo Barragán. La telenovela se estrenó el 8 de febrero de 2022 por Canal RCN y está disponible desde el mismo día en la modalidad day and date en Latinoamérica por HBO Max. Finalizó el 15 de julio de 2022.

## Reparto
- Diana Hoyos como Adriana Osorio
- Pipe Bueno como Wilson Barrera
- Álvaro Bayona como Alfredo Osorio
- Marcela Gallego como Rosa Gómez
- Andrés Suárez como Henry Bedoya
- Valerie Domínguez como Zuly "La Mona" Robayo
- Luna Baxter como Claudia Silva
- Juliana Velásquez como Manuela Cabrales
- Juan Pablo Barragán como Javier Jaramillo
- Caterin Escobar como Yulanis "La Chirris"
- Cesar Mora como Libardo Piñerez
- Isa Mosquera
- Rafael Zea como Bernando Cortés
- Juanita Molina como Brenda Barrera
- Luis Carlos Fuquen
- Luisa Fernanda Giraldo como Lourdes

## Producción
La telenovela fue anunciada a finales de 2021 por Eugenia Vélez, –VP de Programación de Canal RCN–, como parte de los nuevos títulos de antología musical previstos para ser estrenados en 2022. La telenovela inició sus grabaciones el 15 de diciembre de 2021, confirmando a Diana Hoyos y al cantante de música popular Pipe Bueno, como protagonistas estelares.